# Michelle Trachtenberg
Michelle Christine Trachtenberg (Nueva York, 11 de octubre de 1985-Manhattan, 26 de febrero de 2025) fue una actriz estadounidense, conocida por sus múltiples papeles en producciones de cine y televisión. Tras haber aparecido en comerciales desde los tres años, hizo su debut televisivo con el papel de Nona F. Mecklenberg en la serie de Nickelodeon Las aventuras de Pete y Pete (1994-1996). Trachtenberg luego protagonizó la película Harriet la espía (1996) y continuó solidificando su carrera con papeles más maduros, como el de Dawn Summers en Buffy the Vampire Slayer (2000-2003) y Georgina Sparks en Gossip Girl (2008-2012). Su filmografía también incluye roles en Inspector Gadget (1999), Mysterious Skin (2004), Eurotrip (2004), Ice Princess (2005), Black Christmas (2006), 17 Again (2009), Cop Out (2010) y Killing Kennedy (2013).

## Primeros años
Trachtenberg nació en Nueva York, hija de Lana, una gerente bancaria, y Michael Trachtenberg, un ingeniero de fibra óptica, inmigrantes judíos rusos y alemanes, respectivamente. Trachtenberg tuvo una educación religiosa, sus abuelos residen en Israel. Es la menor de dos hermanas. Se crio junto a su hermana Irene en Sheepshead Bay, Brooklyn, donde asistió a The Bay Academy for the Arts and Sciences. Posteriormente asistió a Notre Dame High School en Sherman Oaks, California. Hablaba ruso con fluidez.

## Biografía
Michelle empezó su carrera a los tres años protagonizando anuncios publicitarios. A los ocho años en 1993 dio el salto a la popularidad en All My Children (ABC), para después actuar en Las aventuras de Pete y Pete (Nickelodeon) durante las dos últimas temporadas (1994-1995) como Nona F. Mecklenberg.
En 1996 protagonizó la película Harriet la espía (por la que ganó un Young Artist Award) y en 1999 apareció en la película Inspector Gadget haciendo el personaje de Penny. Luego en 2001 fue la anfitriona de la serie Verdad o pesadilla de Discovery Kids, que también se transmitió en Latinoamérica.
También interpretó a Dawn en Buffy la cazavampiros, a Emma, una traficante de drogas, en la séptima temporada de Weeds y a una paciente en el capítulo 16 de la segunda temporada de House M. D.

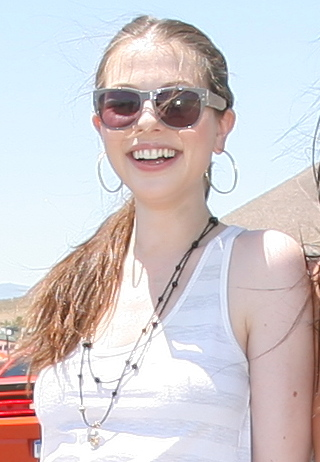
Trachtenberg en 2008.

Entre 2008 y 2012 actuó en Gossip Girl (The CW), donde interpretó a Georgina Sparks, una drogadicta, alcohólica y malvada que le hace la vida imposible a Serena. También fue una de las protagonistas de Mercy (NBC), serie que fue cancelada, y actuó como villana en el capítulo «Zugzwang» en Mentes criminales.

## Fallecimiento
Trachtenberg fue encontrada inconsciente por su madre en su apartamento de la ciudad de Nueva York a las 8 de la mañana del 26 de febrero de 2025, a los 39 años de edad. Según un comunicado de la policía de Nueva York, los agentes del servicio médico de urgencias acudieron al lugar y la declararon muerta, mientras que las investigaciones se llevaban a cabo sin sospechas de criminalidad. ABC News informó que Trachtenberg se había sometido a un trasplante de hígado por el que «podría haber sufrido complicaciones». Inicialmente, la causa exacta de muerte no se pudo determinar, debido a que la familia de la actriz se opuso a la autopsia por motivos religiosos. Sin embargo, el 16 de abril de 2025, la oficina del médico forense de Nueva York confirmó que Trachtenberg murió a causa de complicaciones de la diabetes mellitus, según los resultados de las pruebas toxicológicas.
Un año antes de morir, Trachtenberg había respondido a comentarios en su cuenta de Instagram sobre su salud, su pérdida de peso y sus ojos aparentemente ictéricos, asegurando que se sentía «feliz y saludable», y negando haberse sometido a cirugías plásticas.

## Filmografía

### Cine
| Año  | Título original                         | Personaje                 | Ref.   |
| ---- | --------------------------------------- | ------------------------- | ------ |
| 1995 | Melissa                                 | Lena (Sin acreditar)      | [ 16 ] |
| 1996 | Harriet la espía                        | Harriet M. Welsch         | [ 16 ] |
| 1998 | Richie Rich's Christmas Wish            | Gloria Glad               | [ 17 ] |
| 1999 | Inspector Gadget                        | Penny Brown               | [ 18 ] |
| 1999 | Can't Be Heaven                         | Julie                     |        |
| 2004 | EuroTrip                                | Jenny                     | [ 19 ] |
| 2004 | Mysterious Skin                         | Wendy Peterson            | [ 20 ] |
| 2005 | Ice Princess                            | Casey Carlyle             | [ 21 ] |
| 2006 | Beautiful Ohio                          | Sandra                    | [ 22 ] |
| 2006 | Black Christmas                         | Melissa Kitt              |        |
| 2008 | Dragonlance: Dragons of Autumn Twilight | Tika Waylan (Voz)         | [ 23 ] |
| 2009 | Against the Current                     | Suzanne                   | [ 24 ] |
| 2009 | 17 Again                                | Maggie O'Donnell          | [ 25 ] |
| 2010 | Cop Out                                 | Ava Monroe                | [ 26 ] |
| 2010 | DC Showcase: Jonah Hex (Cortometraje)   | Bar Girl (Voz)            | [ 27 ] |
| 2011 | Take Me Home Tonight                    | Kitchelle                 | [ 28 ] |
| 2013 | Sexy Evil Genius                        | Miranda Prague            | [ 29 ] |
| 2014 | The Scribbler                           | Alice / Veronica          | [ 30 ] |
| 2024 | Spyral (Documental)                     | Michelle Cody White (Voz) | [ 31 ] |

### Televisión
| Año       | Título original                    | Personaje              | Noas                                            | Ref.   |
| --------- | ---------------------------------- | ---------------------- | ----------------------------------------------- | ------ |
| 1991      | Law & Order                        | Dinah Driscoll         | Episodio: «God Bless the Child» (sin acreditar) |        |
| 1993      | Clarissa Explains It All           | Elsie Soaperstein      | Episodio: «Babysitting»                         | [ 32 ] |
| 1993–1996 | All My Children                    | Lily Benton Montgomery | Elenco principal                                | [ 33 ] |
| 1994–1996 | The Adventures of Pete & Pete      | Nona F. Mecklenberg    | 14 episodios; papel recurrente (T2-3)           | [ 34 ] |
| 1996      | Dave's World                       | Angela                 | Episodio: «Solitaire»                           | [ 35 ] |
| 1996      | Space Cases                        | Bromista #1            | Episodio: «All You Can Eaty»                    | [ 36 ] |
| 1996      | A Holiday for Love                 | Noelle Murphy          | Película para TV                                | [ 37 ] |
| 1997      | Meego                              | Maggie Parker          | 13 episodios; elenco principal (T1)             | [ 38 ] |
| 1998      | Blue's Clues                       | ella misma             | Episodio: "Blue's Birthday"                     | [ 39 ] |
| 1998      | Reading Rainbow                    | ella misma             | Voz, narrador, episodio: "Math Curse"           | [ 39 ] |
| 1998      | Guys Like Us                       | Katie                  | Episodio: «Maestro's First Crush»               | [ 36 ] |
| 1998–1999 | Figure It Out                      | ella misma             | Panelist; 12 episodios                          | [ 40 ] |
| 2000      | A Father's Choice                  | Kelly McClain          | Película para TV                                | [ 41 ] |
| 2000–2003 | Buffy the Vampire Slayer           | Dawn Summers           | 66 episodios; elenco principal (T 5-7)          | [ 42 ] |
| 2001–2003 | Truth or Scare                     | ella misma             | Narradora; 20 episodios                         | [ 43 ] |
| 2004      | Six Feet Under                     | Celeste                | 4 episodios (T4)                                | [ 44 ] |
| 2005      | The Dive From Clausen's Pier       | Carrie Beal            | Película para TV                                | [ 45 ] |
| 2006      | House                              | Melinda Bardach        | Episodio: "Safe"                                | [ 46 ] |
| 2006–2018 | Robot Chicken                      | Various characters     | Voz; 6 episodios (T 2–3, 5 & 9)                 | [ 36 ] |
| 2006      | Law & Order: Criminal Intent       | Lisa Willow Tyler      | Episodio: "Weeping Willow"                      | [ 39 ] |
| 2008–2012 | Gossip Girl                        | Georgina Sparks        | 28 episodios; elenco recurrente                 | [ 39 ] |
| 2008      | The Circuit                        | Kylie Shines           | Película para TV                                | [ 47 ] |
| 2009–2010 | Mercy                              | Chloe Payne            | 22 episodios (T 1)                              | [ 36 ] |
| 2009      | The Super Hero Squad Show          | Valkyrie               | Voz; 2 episodios; (T 1)                         | [ 48 ] |
| 2011      | Love Bites                         | Jodie                  | 3 episodios; (T 1)                              | [ 49 ] |
| 2011      | Weeds                              | Emma Karlin            | 5 episodios; (T 7)                              | [ 36 ] |
| 2013      | Criminal Minds                     | Diane Turner           | Episodio: «Zugzwang»                            | [ 36 ] |
| 2013      | Killing Kennedy                    | Marina Oswald          | Película para TV                                | [ 50 ] |
| 2013      | NCIS: Los Angeles                  | Lily Lockhart          | Episodio: «Merry Evasion»                       | [ 51 ] |
| 2015      | Sleepy Hollow                      | Abigail Adams          | Episodio: «Pittura Infamante»                   | [ 52 ] |
| 2015      | SuperMansion                       | Blood Moon             | Voz; episodio: «A Midsummer Night's Ream»       | [ 53 ] |
| 2015      | The Christmas Gift                 | Megan                  | Película para TV                                | [ 36 ] |
| 2016      | Chopped Junior                     | él mismo               | Invitada; 1 episodio                            | [ 36 ] |
| 2016      | Sister Cities                      | Dallas Baxter          | Película para TV                                | [ 54 ] |
| 2016      | Last Week Tonight with John Oliver | él mismo               | Invitada; 1 episodio                            | [ 55 ] |
| 2022–2023 | Gossip Girl                        | Georgina Sparks        | 6 episodios; elenco recurrente                  | [ 56 ] |
| 2023      | Harriet the Spy                    | Dr. Wagner             | Voz; episodio: "I Am the Onion"                 | [ 56 ] |

### Series Web
| Año  | Título original     | Personaje | Notas             | Ref.   |
| ---- | ------------------- | --------- | ----------------- | ------ |
| 2015 | Guidance            | Anna      | 6 episodios       | [ 57 ] |
| 2018 | Human Kind Of       | Judy      | Voz; 21 episodios | [ 58 ] |
| 2021 | Meet, Marry, Murder | Invitada  | 13 episodios      | [ 59 ] |

### Videos musicales
| Año  | Título original                         | Artista      | Ref.   |
| ---- | --------------------------------------- | ------------ | ------ |
| 2004 | "Echo"                                  | Trapt        | [ 60 ] |
| 2005 | "Tired of Being Sorry"                  | Ringside     | [ 60 ] |
| 2007 | "This Ain't a Scene, It's an Arms Race" | Fall Out Boy | [ 60 ] |

## Reconocimientos
| Año  | Resultado | Premio                 | Categoría                                                                               | Trabajo                | Ref.   |
| ---- | --------- | ---------------------- | --------------------------------------------------------------------------------------- | ---------------------- | ------ |
| 1997 | Ganadora  | Premio Artista Joven   | Mejor actriz principal joven en un largometraje                                         | Harriet la espía       | [ 61 ] |
| 1998 | Ganadora  | Premio Artista Joven   | Mejor actuación en una serie de televisión cómica - Joven actriz de reparto             | Meego                  | [ 62 ] |
| 2000 | Nominada  | Premio Artista Joven   | Mejor actriz joven/Actuación en una película de comedia                                 | Inspector Gadget       | [ 63 ] |
| 2000 | Nominada  | Premio Artista Joven   | Mejor actuación en un largometraje - Joven actriz de reparto                            | Inspector Gadget       | [ 63 ] |
| 2001 | Nominada  | Teen Choice Awards     | Televisión - Secuaz elegida                                                             | Buffy, la cazavampiros |        |
| 2001 | Nominada  | Premios Saturn         | Mejor actriz de reparto en televisión                                                   | Buffy, la cazavampiros |        |
| 2001 | Ganadora  | Premio Artista Joven   | Mejor actuación en una serie de televisión dramática - Joven actriz de reparto          | Buffy, la cazavampiros | [ 64 ] |
| 2002 | Nominada  | Premio Artista Joven   | Mejor actuación en una serie de televisión cómica - Actriz joven como estrella invitada | Buffy, la cazavampiros | [ 65 ] |
| 2002 | Nominada  | Premio Artista Joven   | Mejor actuación en una serie de televisión cómica - Actriz principal joven              | ¿Verdad o pesadilla?   | [ 66 ] |
| 2002 | Nominada  | Premios Saturn         | Mejor actriz de reparto en televisión                                                   | Buffy, la cazavampiros | [ 67 ] |
| 2003 | Nominada  | Premios Saturn         | Mejor actriz de reparto en televisión                                                   | Buffy, la cazavampiros | [ 68 ] |
| 2004 | Nominada  | Premios Daytime Emmy   | Actriz destacada en una serie infantil                                                  | ¿Verdad o pesadilla?   | [ 69 ] |
| 2007 | Ganadora  | Sarasota Film Festival | Actriz revelación                                                                       | Beautiful Ohio         | [ 70 ] |
| 2012 | Nominada  | Teen Choice Awards     | Villana de televisión elegida                                                           | Gossip Girl            |        |